# Jean-Jacques Deluze
Pour les articles homonymes, voir Deluze.
Ne doit pas être confondu avec Jean-Jacques Deluz.
Jean Jacques Deluze, né en 1689 et mort en 1763, est une personnalité de la principauté de Neuchâtel et l'un des premiers patrons industriels, qui a joué un rôle important dans l'histoire des indiennes de coton en Europe.

## Biographie
Reprenant l'affaire développée par son père Jacques Deluze, Jean-Jacques Deluze s'associe en 1715 avec Jean Labram qui a installé une manufacture aux Prés-Royers, entre Saint-Martin et Savagnier. Les deux associés transfèrent leur atelier près de la rivière Areuse à Boudry, en 1720. Puis en 1734, il crée sa propre entreprise dans les environs de Colombier, sur les bords du lac de Neuchâtel. 
Il installe ainsi l'une des premières fabriques d'indiennes de la Basse Areuse (80 ouvriers en 1739). Cette industrie amène une certaine richesse et permet la construction de maisons de maîtres aux environs du village (le Bied, Vaudijon, la Mairesse, Cottendart, Sombacour).
Jean-Jacques de Luze (1728-1779), son héritier, est propriétaire d'une usine au Bied, près d'Areuse, où il vit avec son épouse Marianne- Françoise, née Warney (1728-1796), parente de Daniël Roguin, dans la maison duquel Jean-Jacques Rousseau, l'auteur de l'Émile ou De l'éducation, s'était réfugié à Yverdon en 1762.

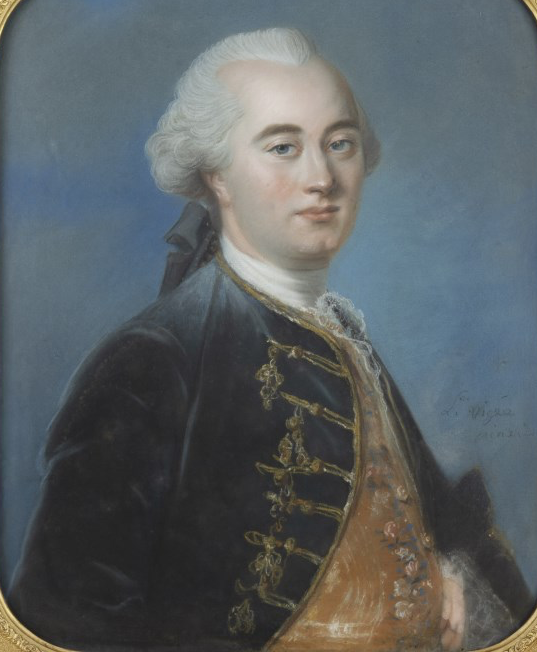
Portrait de Jean-Jacques Deluze (1728-1779), pastel, vers 1760, peint par Louis Vigée, Musée d'Art et d'Histoire de Neuchâtel.